# Kingsbury (Nevada)
Pour les articles homonymes, voir Kingsbury.
Kingsbury est une census-designated place (CDP) située dans le comté de Douglas, dans l’État du Nevada, aux États-Unis. D'après le recensement de 2020, sa population est de 2 313 habitants.